# Thorsten Wörsdörfer
Thorsten Wörsdörfer (* 29. September 1967 in Langenhahn) ist ein ehemaliger deutscher Fußballspieler.

## Spielerkarriere

### Vereine
Wörsdörfer begann in seinem Geburtsort, beim ortsansässigen SV Langenhahn in der Verbandsgemeinde Westerburg, mit dem Fußballspielen, wechselte später zur SpVgg EGC Wirges und 1985 in die Jugendabteilung von Bayer 04 Leverkusen, mit der er am 11. Juli 1986 in Leverkusen im Endspiel um die Deutsche A-Juniorenmeisterschaft den 1. FC Nürnberg mit 2:0 Toren bezwang.
1987 wechselte er zur SpVgg Bad Homburg in die Oberliga Hessen, blieb dort bis 1990 und wurde in den letzten beiden Jahren Zweiter der Hessen-Meisterschaft. Anschließend wechselte er zur Amateurmannschaft des FC Bayern München, für die er zwei Spiele in der Bayernliga bestritt. In der Saison 1990/91 gehörte er kurzfristig dem Profikader an, in dem er sich allerdings nicht durchzusetzen vermochte. Kurz vor der Winterpause wechselte er zum Zweitligisten FC Schalke 04. Am 16. Dezember 1990 (21. Spieltag) kam er beim 1:1-Unentschieden im Heimspiel gegen Blau-Weiß 90 Berlin – in der 84. Minute für Wolodymyr Ljutyj eingewechselt – zu seinem Debüt als Profifußballer. Am 23. Februar 1991 (22. Spieltag) erzwang er mit seinem ersten Liga-Tor in der 83. Minute den 1:0-Sieg im Auswärtsspiel gegen Eintracht Braunschweig. In 11 seiner 12 Partien für den FC Schalke 04 war er Einwechselspieler.
In der Folgesaison schloss sich Wörsdörfer den zum zweiten Mal in die Bundesliga aufgestiegenen Stuttgarter Kickers an. Seine Premiere als Bundesliga-Spieler feierte Wörsdörfer am 3. August 1991 (1. Spieltag) beim 3:0-Heimsieg gegen die SG Wattenscheid 09. Nach insgesamt 24 Einsätzen (ohne Torerfolg) stieg Wörsdörfer mit seiner Mannschaft in die 2. Bundesliga ab. Für die spielte er noch neunmal, ehe er – während der laufenden Saison – am 6. Februar 1993 (26. Spieltag) für den SV Darmstadt 98 debütierte. Mit der 0:2-Heimspiel-Niederlage am 6. Juni 1993 (46. Spieltag) gegen den SV Meppen endete nach 19 Spielen und vier erzielten Toren für die Lilien die Karriere im bezahlten Fußball. Im Anschluss spielte Wörsdörfer bei den Sportfreunden Eisbachtal in der Oberliga Südwest und der SG Langenhahn/Rothenbach in der Rheinlandliga.

### Nationalmannschaft
Wörsdörfer spielte 1986 sechsmal für die Nationalmannschaft: In Doha (Katar) am 14. (0:1-Niederlage gegen Ägypten), 16. (3:0-Sieg gegen Algerien) und am 18. Februar (1:2-Niederlage gegen Brasilien) für die U-18-Nationalmannschaft sowie am 9. September (3:2-Sieg gegen Schottland in Paisley), 11. (3:0-Sieg gegen Bulgarien in Pula) und 13. Oktober (0:1-Niederlage gegen die DDR in Sombor) für die U-19-Nationalmannschaft.

## Trainerkarriere
Wörsdörfer spielte anschließend noch von 1993 bis 2002 in der Oberliga Südwest für die Sportfreunde Eisbachtal, deren Trainer er auch ab 1999 war. Diese Funktion in Personalunion nahm er auch von 2002 bis 2007 für den Verbandsligisten SG Langenhahn/Rothenbach war, ehe er noch ein Jahr – nunmehr in der Rheinlandliga – nur noch deren Trainer war.
Von Saisonbeginn 2008/09 bis Saisonende 2010/11 war er Trainer des in der fünftklassigen Hessenliga spielenden RSV Würges. Nach dem Abstieg 2011 verließ er den Verein und war fortan hauptberuflich als Außendienstmitarbeiter einer Kosmetikfirma tätig. Seit der Saison 2016/2017 ist er Trainer des TuS Dietkirchen, der zur Saison 2019/20 erstmals in die Hessenliga aufstieg.

## Erfolge
- Deutscher A-Juniorenmeister 1986 (mit Bayer 04 Leverkusen)